# Филат, Владимир Васильевич
Влади́мир (Влад) Васи́льевич Фила́т (рум. Vladimir Filat; род. 6 мая 1969, с. Лапушна, Котовский район, Молдавская ССР, СССР) — молдавский государственный и политический деятель. Премьер-министр Республики Молдова с 25 сентября 2009 по 25 апреля 2013 года. Исполняющий обязанности Президента Республики Молдова с 28 декабря по 30 декабря 2010 года. Лидер Либерал-демократической партии Молдовы с 8 декабря 2007 по 15 октября 2015 года.

## Биография
Владимир Филат родился 6 мая 1969 года в селе Лапушна Котовского района Молдавской ССР в семье Марии и Василия Филат. В 1986 году окончил среднюю школу в родном селе. В 1987 году был призван в Советскую армию, служил в Симферополе и Севастополе.
В 1990 годах окончил Кишинёвский кооперативный колледж. А в 1994 году — юридический факультет Ясского университета (Румыния), лиценциат в области права.
В 1994 году учредил фирму «Ромолдтрейдинг», которая занималась торговлей бумагой и сигаретами и стал генеральным директором основанной им фирмы. В 1997—1998 гг. — председатель административного совета коммерческого общества «Дософтей» (издательский бизнес).

### Политическая деятельность
В 1997 году Владимир Филат стал членом Демократической партии Молдовы (ДПМ). В 1998 году назначен генеральным директором департамента приватизации и управления государственным имуществом Министерства экономики Республики Молдова. В 1999 году был назначен директором департамента приватизации в правительстве, а затем государственным министром Республики Молдова, входил в состав правительства Альянса за демократию и реформы под руководством Иона Стурзы. В ноябре 1999 года правительство было отправлено в отставку.
В 2000 году был избран вице-председателем ДПМ. На досрочных парламентских выборах 2001 года выступал под номером 10 в избирательном списке Демократической партии Молдовы. Партия получила 5,02 % голосов избирателей и не преодолела избирательный барьер в 6 %. В 2005 году вновь баллотируется в парламент Республики Молдова, на этот раз становится депутатом по списку блока «Демократическая Молдова», под руководством генерального примара (мэра) Кишинёва Серафима Урекяна. В 2005—2009 гг. — депутат Парламента Республики Молдова, вице-председателем парламентской Комиссии по национальной безопасности, обороне и общественному порядку.
В 2007 году Владимир Филат баллотируется на пост генерального примара (мэра) Кишинёва от Демократической партии Молдовы. В первом туре выборов набирает 8,30 % голосов и не проходит во второй тур. Вскоре после выборов, 15 сентября 2007 года Владимир Филат выходит из Демократической партии Молдовы. 8 октября 2007 года инициативная группа под руководством Филата представляет новый политический проект с либерал-демократической доктриной. Новая партия позиционирует себя в качестве оппозиции по отношению к Партии коммунистов Республики Молдова, Христианско-демократической народной партии и Демократической партии Молдовы. 8 декабря 2007 года, на I съезде Либерал-демократической партии Молдовы (ЛДПМ) Владимир Филат избирается председателем партии.
На парламентских выборах в апреле 2009 года Владимир Филат возглавляет избирательный список ЛДПМ. Партия получает голоса 12,43 % избирателей и Филат вновь становится депутатом парламента и возглавляет парламентскую фракцию ЛДПМ. На досрочных парламентских выборах июля 2009 года Филат вновь избирается в парламент Республики Молдова по списку ЛДПМ, получившей голоса 16,57 % избирателей.
После выборов, 8 августа 2009 года лидеры четырёх партий, прошедших в парламент — Михай Гимпу, Мариан Лупу, Серафим Урекян и Владимир Филат подписывают декларацию о создании Альянса «За европейскую интеграцию» (АЕИ), Владимир Филат становится кандидатом АЕИ на пост премьер-министра Республики Молдова.

### Премьер-министр Республики Молдова
17 сентября 2009 года Конституционный суд Республики Молдова подтвердил законность избрания Михая Гимпу на должность председателя парламента Республики Молдова и исполняющего обязанности президента, что даёт ему право выдвигать парламенту кандидатуру премьер-министра. В этот же день Михай Гимпу выдвигает Владимира Филата на должность премьер-министра страны.
24 сентября 2009 года Владимир Филат утверждает премьер-министром Республики Молдова 53 голосами депутатом АЕИ. Указом исполняющего обязанности президента Республики Молдова Михая Гимпу № 4-V от 25 сентября 2009 года Филат назначен на должность премьер-министра Республики Молдова.
С 28 по 30 декабря 2010 года временно исполнял обязанности президента Республики Молдова. Указом исполняющего обязанности президента Республики Молдова Мариана Лупу № 5-VI от 14 января 2011 года вновь утверждён в должности премьер-министра Республики Молдова.
5 марта 2013 года парламент Республики Молдовы вынес вотум недоверия правительству под руководством Владимира Филата. За отставку правительства проголосовали 54 депутатов: 34 — от Партии коммунистов Республики Молдова, 15 — от Демократической партии Молдовы, 3 — от Партии социалистов Республики Молдова и 2 неприсоединившихся депутатов.
8 марта 2013 года президент Республики Молдова Николай Тимофти принял отставку кабинета министров Влада Филата. 11 апреля 2013 года президент Николай Тимофти вновь поручил Филату сформировать правительство. Однако 22 апреля 2013 года Конституционный суд Республики Молдова признал неконституционным назначение Владимира Филата премьер-министром и его нахождение на должности исполняющего обязанности премьер-министра и обязал президента назначить исполняющего обязанности премьер-министра. 23 апреля 2013 года президент Николай Тимофти подписал указ о назначении исполняющим обязанности премьер-министра Юрия Лянкэ. Указ вступил в силу 25 апреля 2013 года.

## Первое правительство Филата
| Должность                                                                     | Имя               | Партия       | Дата назначения  | Дата освобождения |
| ----------------------------------------------------------------------------- | ----------------- | ------------ | ---------------- | ----------------- |
| Премьер-министр                                                               | Владимир Филат    | ЛДПМ         | 25 сентября 2009 | 27 декабря 2010   |
| Вице-премьер-министры                                                         |                   |              |                  |                   |
| Первый вице-премьер-министр, Министр иностранных дел и европейской интеграции | Юрий Лянкэ        | ЛДПМ         | 25 сентября 2009 | 27 декабря 2010   |
| Вице-премьер-министр, Министр экономики                                       | Валерий Лазэр     | ДПМ          | 25 сентября 2009 | 27 декабря 2010   |
| Вице-премьер-министр по реинтеграции                                          | Виктор Осипов     | АНМ          | 25 сентября 2009 | 27 декабря 2010   |
| Вице-премьер-министр по социальным вопросам                                   | Ион Негрей        | ЛПМ          | 25 сентября 2009 | 27 декабря 2010   |
| Министры                                                                      |                   |              |                  |                   |
| Государственный министр                                                       | Виктор Бодю       | ЛДПМ         | 25 сентября 2009 | 14 января 2010    |
| Министр финансов                                                              | Вячеслав Негруца  | ЛДПМ         | 25 сентября 2009 | 27 декабря 2010   |
| Министр строительства и регионального развития                                | Марчел Рэдукан    | ДПМ          | 25 сентября 2009 | 27 декабря 2010   |
| Министр сельского хозяйства и пищевой промышленности                          | Валерий Косарчук  | АНМ          | 25 сентября 2009 | 27 декабря 2010   |
| Министр окружающей среды                                                      | Георгий Шалару    | ЛПМ          | 25 сентября 2009 | 27 декабря 2010   |
| Министр просвещения                                                           | Леонид Бужор      | АНМ          | 25 сентября 2009 | 27 декабря 2010   |
| Министр здравоохранения                                                       | Владимир Хотиняну | ЛДПМ         | 25 сентября 2009 | 27 декабря 2010   |
| Министр труда, социальной защиты и семьи                                      | Валентина Булига  | ДПМ          | 25 сентября 2009 | 27 декабря 2010   |
| Министр культуры                                                              | Борис Фокша       | ДПМ          | 25 сентября 2009 | 27 декабря 2010   |
| Министр транспорта и дорожной инфраструктуры                                  | Анатолий Шалару   | ЛПМ          | 25 сентября 2009 | 27 декабря 2010   |
| Министр юстиции                                                               | Александр Тэнасе  | ЛДПМ         | 25 сентября 2009 | 27 декабря 2010   |
| Министр внутренних дел                                                        | Виктор Катан      | ЛДПМ         | 25 сентября 2009 | 27 декабря 2010   |
| Министр информационных технологий и связи                                     | Александр Олейник | АНМ          | 25 сентября 2009 | 27 декабря 2010   |
| Министр обороны                                                               | Виталий Маринуца  | ЛПМ          | 25 сентября 2009 | 27 декабря 2010   |
| Министр молодёжи и спорта                                                     | Ион Чебану        | ЛПМ          | 25 сентября 2009 | 27 декабря 2010   |
| Члены правительства по должности                                              |                   |              |                  |                   |
| Башкан Гагаузии                                                               | Михаил Формузал   | Беспартийный | 25 сентября 2009 | 27 декабря 2010   |
| Президент академии наук                                                       | Георгий Дука      | ДПМ          | 25 сентября 2009 | 27 декабря 2010   |

## Второе правительство Филата
| Должность                                                                     | Имя                    | Партия       | Дата назначения  | Дата освобождения |
| ----------------------------------------------------------------------------- | ---------------------- | ------------ | ---------------- | ----------------- |
| Премьер-министр                                                               | Владимир Филат         | ЛДПМ         | 14 января 2011   | 8 марта 2013      |
| Премьер-министр                                                               | Владимир Филат (и. о.) | ЛДПМ         | 8 марта 2013     | 25 апреля 2013    |
| Премьер-министр                                                               | Юрий Лянкэ (и. о.)     | ЛДПМ         | 25 апреля 2013   | 30 мая 2013       |
| Вице-премьер-министры                                                         |                        |              |                  |                   |
| Первый вице-премьер-министр, Министр иностранных дел и европейской интеграции | Юрий Лянкэ             | ЛДПМ         | 14 января 2011   | 30 мая 2013       |
| Вице-премьер-министр, Министр экономики                                       | Валерий Лазэр          | ДПМ          | 14 января 2011   | 30 мая 2013       |
| Вице-премьер-министр по реинтеграции                                          | Евгений Карпов         | ЛДПМ         | 14 января 2011   | 30 мая 2013       |
| Вице-премьер-министр по социальным вопросам                                   | Михаил Молдовану       | ЛПМ          | 14 января 2011   | 30 мая 2013       |
| Министры                                                                      |                        |              |                  |                   |
| Министр финансов                                                              | Вячеслав Негруца       | ЛДПМ         | 14 января 2011   | 30 мая 2013       |
| Министр строительства и регионального развития                                | Марчел Рэдукан         | ДПМ          | 14 января 2011   | 30 мая 2013       |
| Министр сельского хозяйства и пищевой промышленности                          | Василий Бумаков        | ЛДПМ         | 14 января 2011   | 30 мая 2013       |
| Министр окружающей среды                                                      | Георгий Шалару         | ЛПМ          | 14 января 2011   | 30 мая 2013       |
| Министр просвещения                                                           | Михаил Шляхтицкий      | ЛДПМ         | 14 января 2011   | 24 июля 2012      |
| Министр просвещения                                                           | Майя Санду             | ЛДПМ         | 24 июля 2012     | 30 мая 2013       |
| Министр здравоохранения                                                       | Андрей Усатый          | ЛДПМ         | 14 января 2011   | 30 мая 2013       |
| Министр труда, социальной защиты и семьи                                      | Валентина Булига       | ДПМ          | 14 января 2011   | 30 мая 2013       |
| Министр культуры                                                              | Борис Фокша            | ДПМ          | 14 января 2011   | 30 мая 2013       |
| Министр транспорта и дорожной инфраструктуры                                  | Анатолий Шалару        | ЛПМ          | 14 января 2011   | 30 мая 2013       |
| Министр юстиции                                                               | Александр Тэнасе       | ЛДПМ         | 14 января 2011   | 6 мая 2011        |
| Министр юстиции                                                               | Олег Ефрим             | ЛДПМ         | 6 мая 2011       | 30 мая 2013       |
| Министр внутренних дел                                                        | Алексей Ройбу          | ЛДПМ         | 14 января 2011   | 24 июля 2012      |
| Министр внутренних дел                                                        | Дорин Речан            | ЛДПМ         | 24 июля 2012     | 30 мая 2013       |
| Министр информационных технологий и связи                                     | Павел Филип            | ДПМ          | 14 января 2011   | 30 мая 2013       |
| Министр обороны                                                               | Виталий Маринуца       | ЛПМ          | 14 января 2011   | 30 мая 2013       |
| Министр молодёжи и спорта                                                     | Ион Чебану             | ЛПМ          | 14 января 2011   | 6 февраля 2013    |
| Министр молодёжи и спорта                                                     | Октавиан Цыку          | ЛПМ          | 26 февраля 2013  | 30 мая 2013       |
| Члены правительства по должности                                              |                        |              |                  |                   |
| Башкан Гагаузии                                                               | Михаил Формузал        | Беспартийный | 14 января 2011   | 23 сентября 2011  |
| Башкан Гагаузии                                                               | Михаил Формузал        | ПРМ          | 23 сентября 2011 | 30 мая 2013       |
| Президент академии наук                                                       | Георгий Дука           | ДПМ          | 14 января 2011   | 30 мая 2013       |

## Уголовное преследование
15 октября 2015 года голосами 79 депутатов парламента Республики Молдова с Владимира Филата была снята неприкосновенность. В это же время он сложил с себя полномочия председателя ЛДПМ, после чего был задержан на трое суток сотрудниками Национального Антикоррупционного Центра в здании парламента. Он обвиняется в коррупционных действиях и выводе денег из банковской системы Молдовы.
27 июня 2016 года признан виновным судом Кишинёва в соучастии в краже денег из банковской системы Молдовы и приговорён к 9 годам заключения.
Сразу после того, как Владимир Филат получил в Молдове 9 лет тюрьмы за злоупотребление властью его сын Лука Филат приехал учиться в Лондон. В 2019 году магистратский суд Лондона взыскал с сына экс-премьера Молдавии £466300 (более 600 тыс. долларов), так как источником этих средств была преступная деятельность его отца в Молдове.
3 декабря 2019 года Владимир Филат был досрочно освобождён из тюрьмы.

## Награды
- Орден Республики (Республика Молдова, 24 декабря 2013) — в знак высокого признания особых заслуг в продвижении демократических ценностей, за значительный вклад в углубление диалога между Республикой Молдова и Европейским Союзом, усилия, направленные на восстановление населённых пунктов, пострадавших во время стихийного бедствия летом 2010 года, и плодотворную организаторскую деятельность[14] — лишён награды решение суда 27 июня 2016 года[15][16]
- Президентский орден «Сияние» (Грузия, 2013)[17]
- Большой крест ордена «За верную службу» (Румыния, 25 января 2014)[18][17]

## Семья
- Отец — Василий Филат.
- Мать — Мария Филат.
- Брат — Ион Филат.
- Сёстры — Алла и Валентина Филат.
- Первая жена — Санда Филат, пара развелась в августе 2012 года[19]. 
  - сын Лука (род. 1995) и дочь Юстина (род. 1999)
- Вторая жена — Анджела Гонца, поженились в декабре 2013.
  - дочь Екатерина (род. 2014).

## Галерея

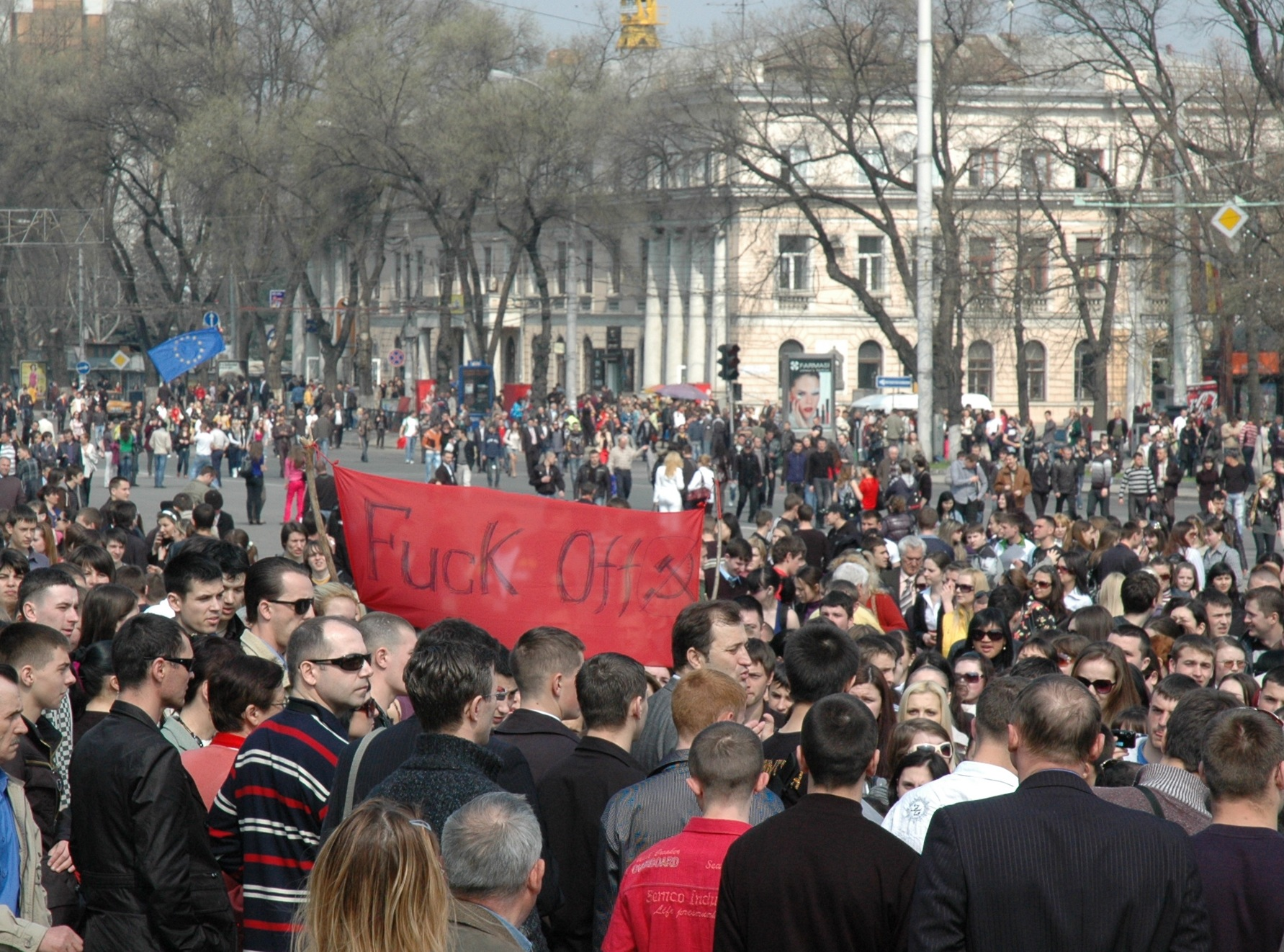
Владимир Филат во время протестов 7 апреля 2009 года
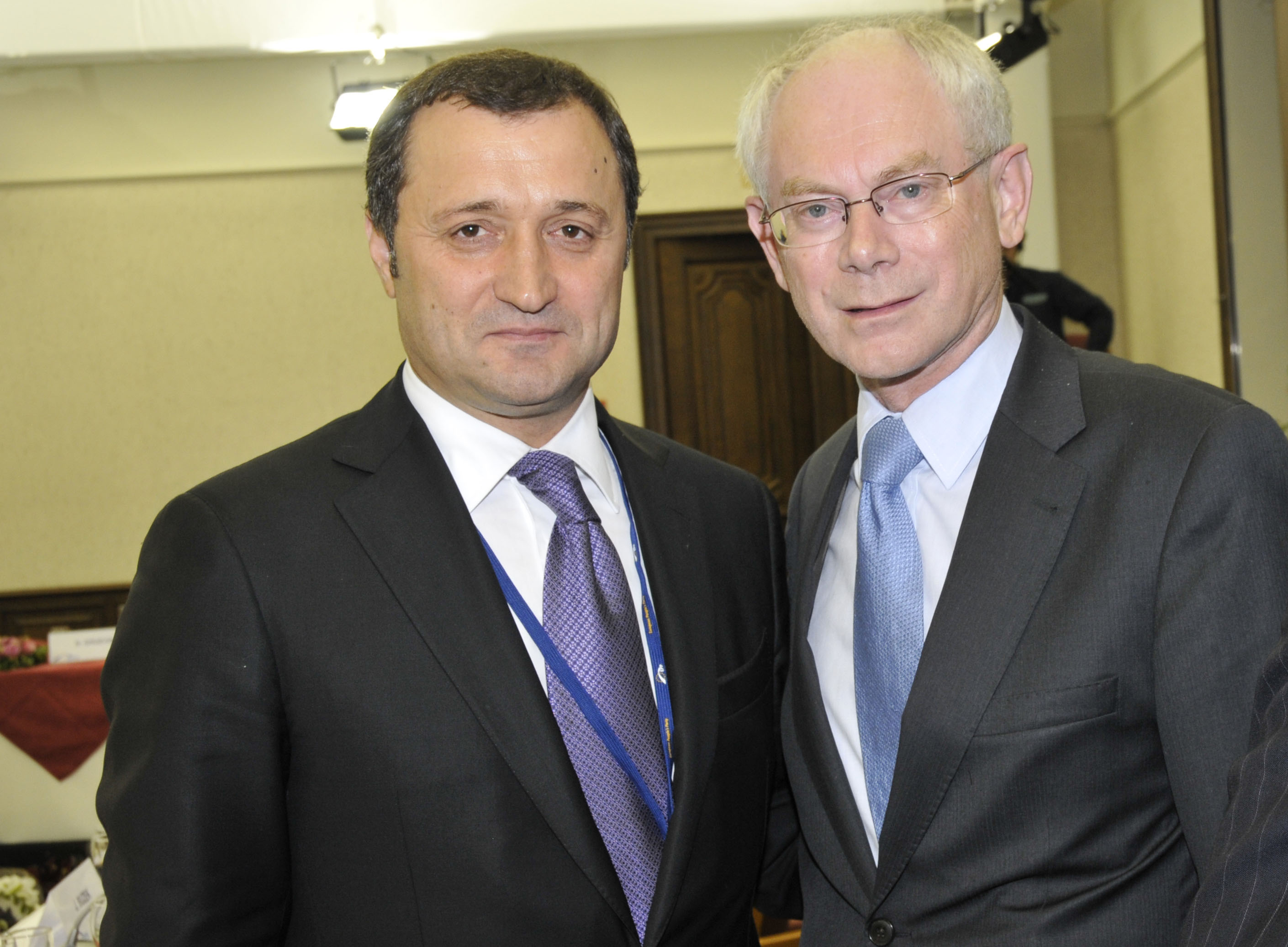
Владимир Филат и Херман Ван Ромпёй
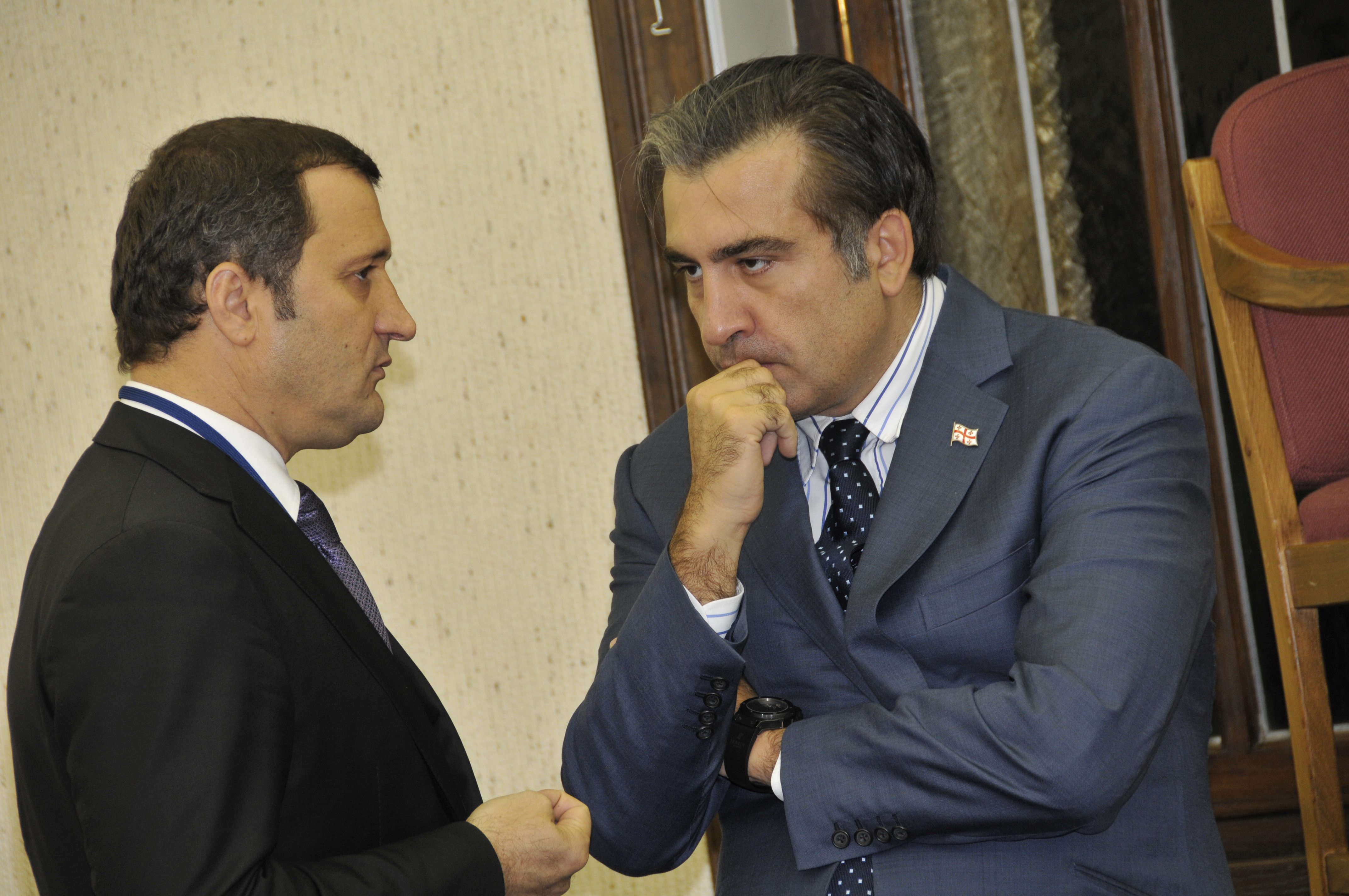
Владимир Филат и Михаил Саакашвили
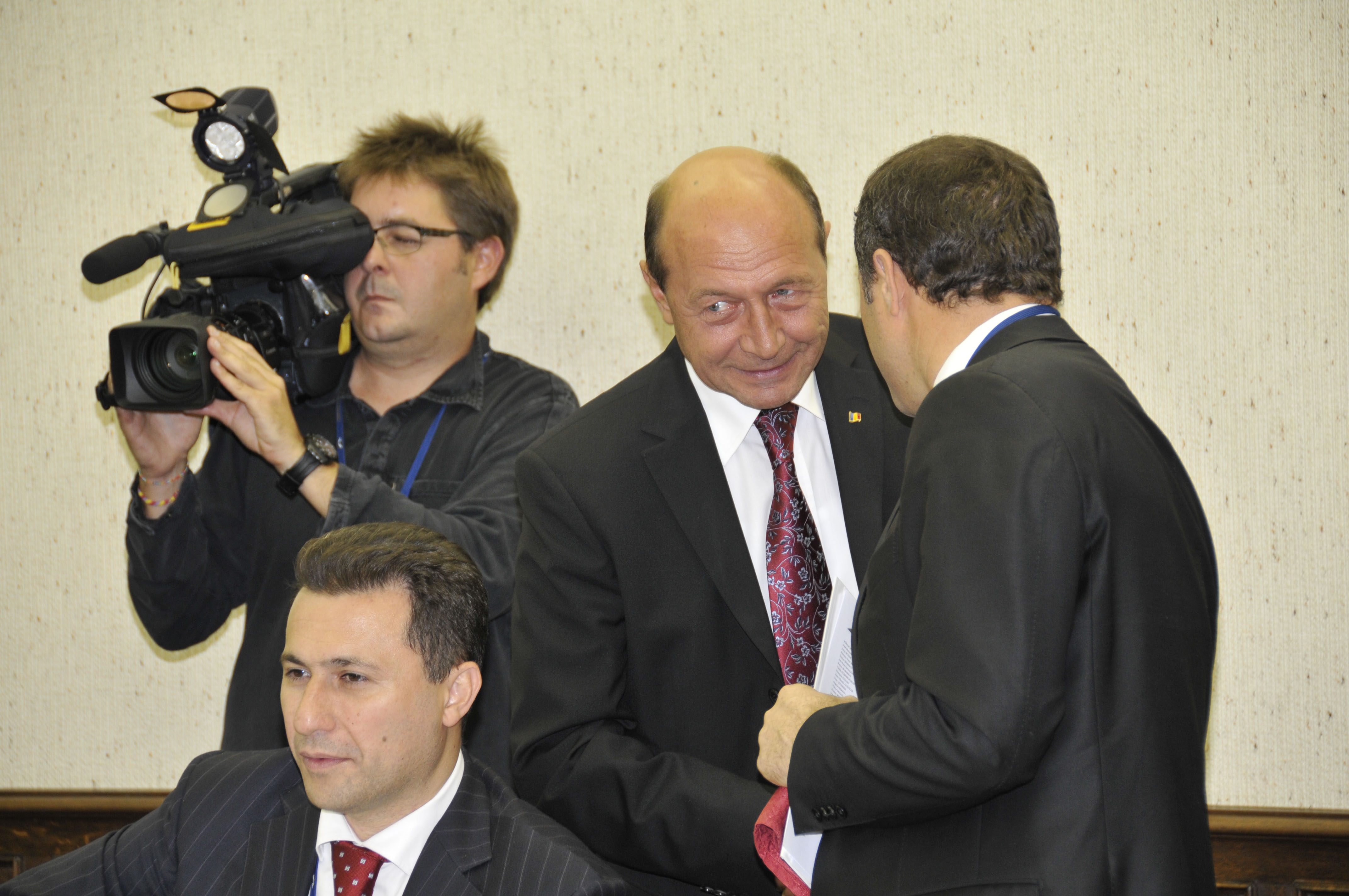
Владимир Филат и Траян Бэсеску
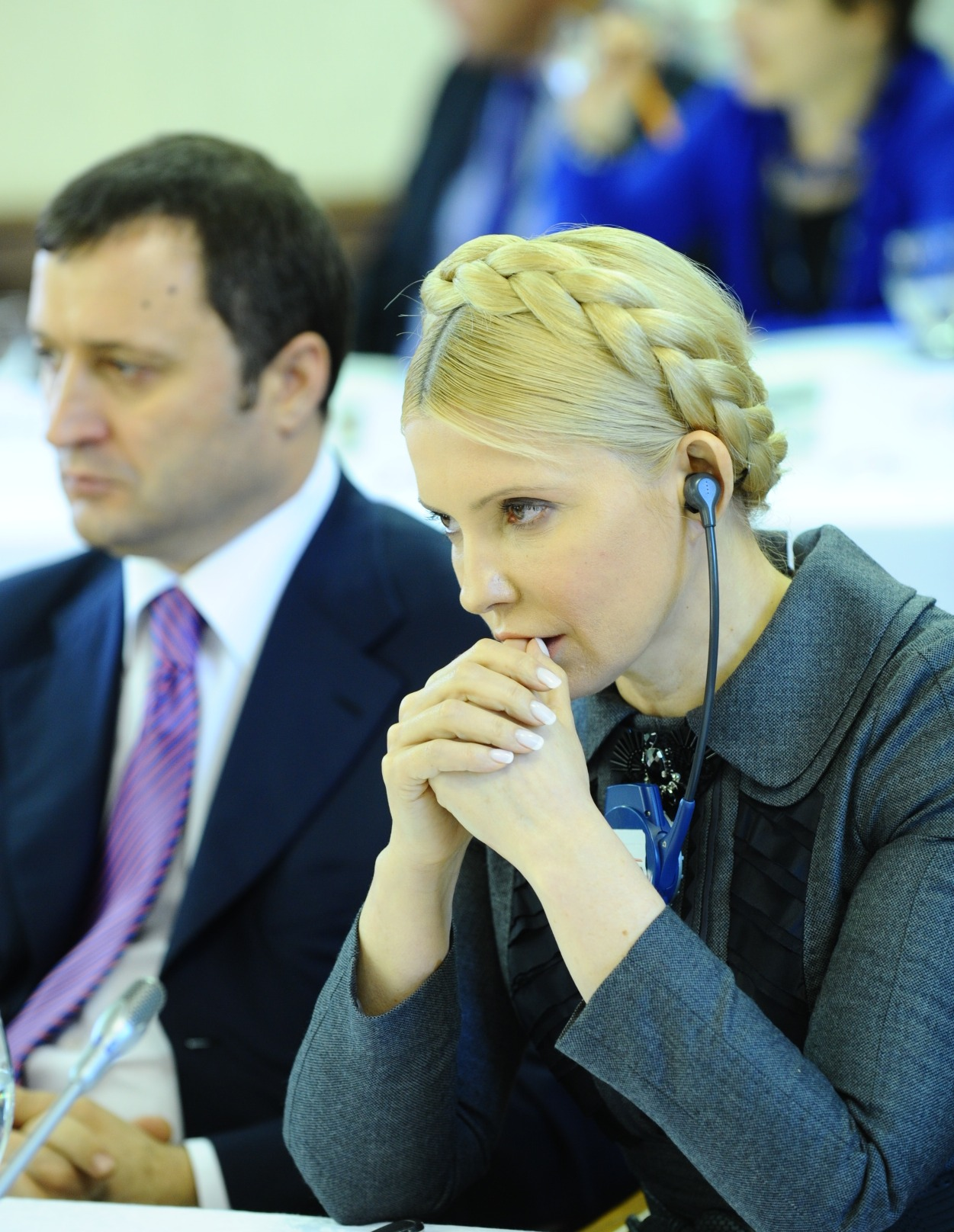
Владимир Филат и Юлия Тимошенко
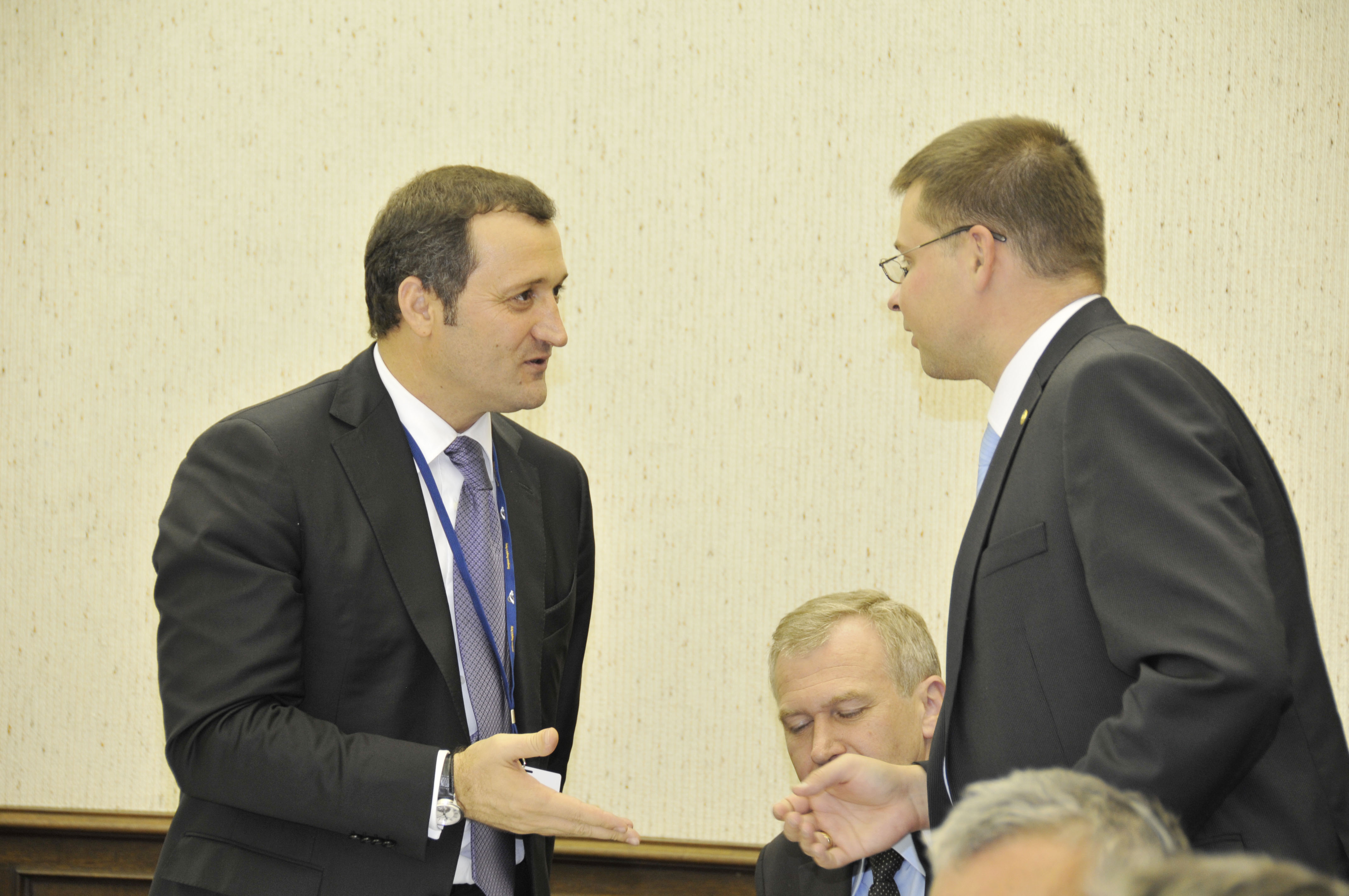
Владимир Филат и Валдис Домбровскис
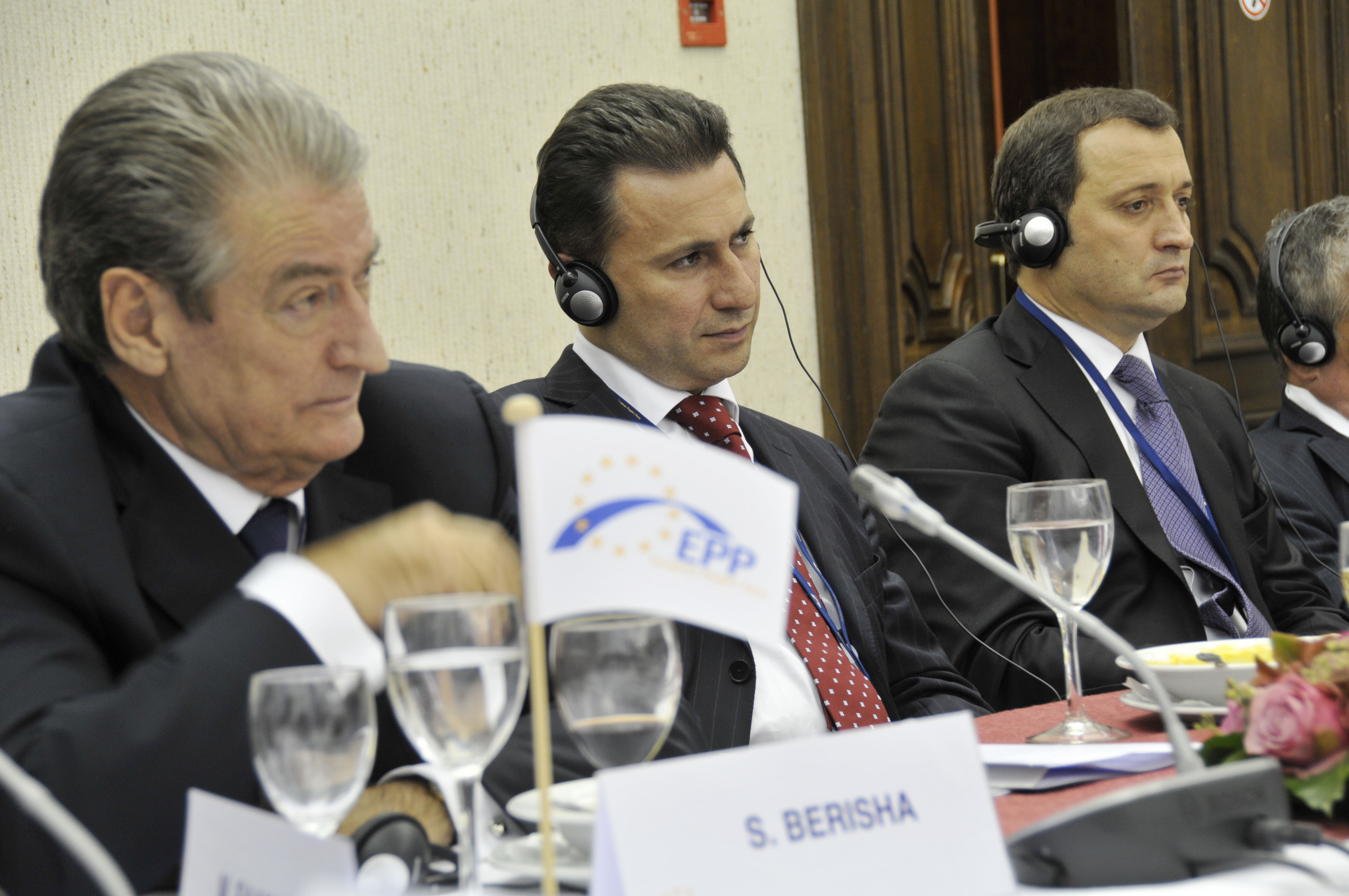
Сали Бериша, Никола Груевский и Владимир Филат
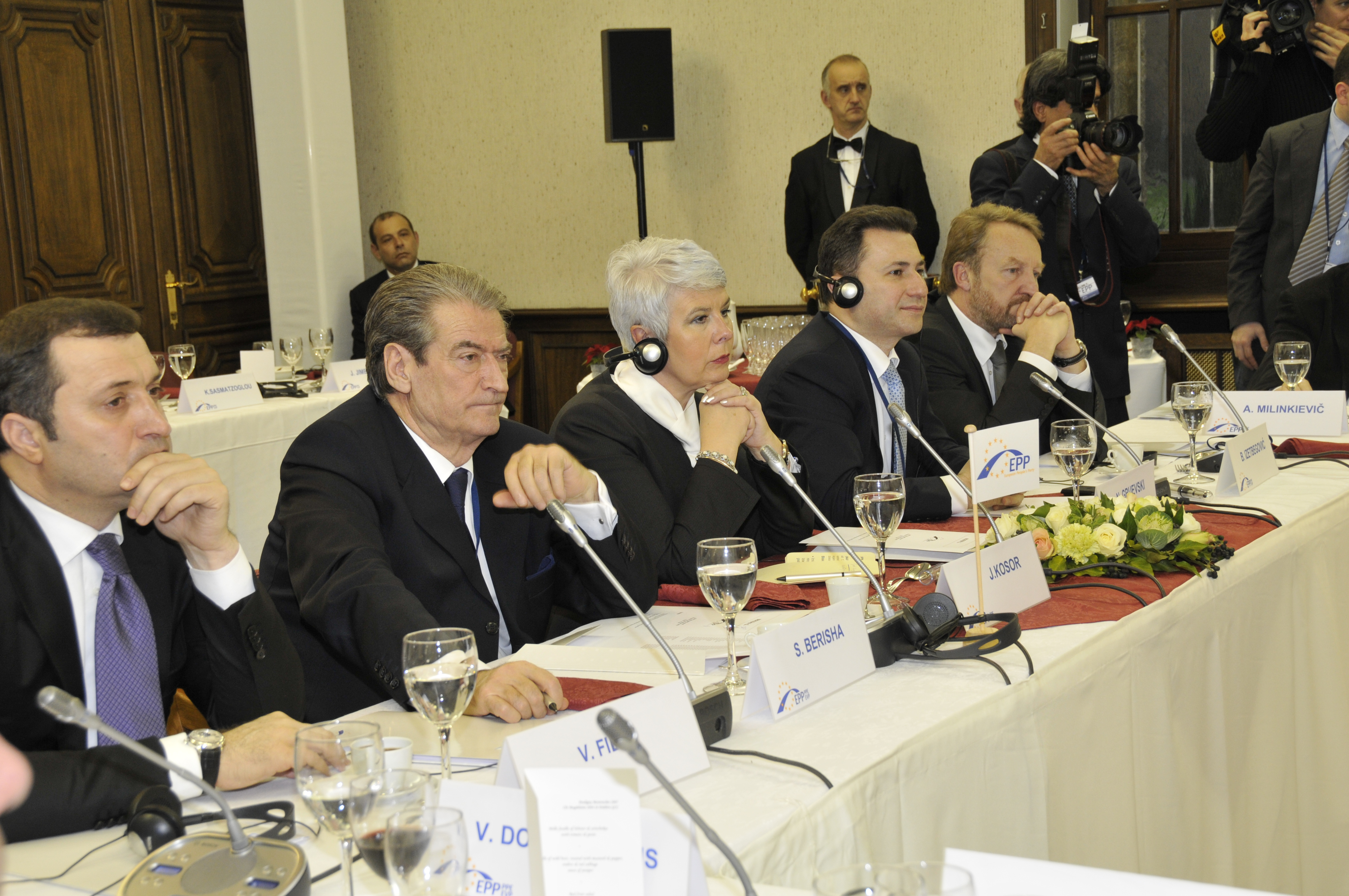
Владимир Филат на саммите Европейской народной партии, декабрь 2010 года
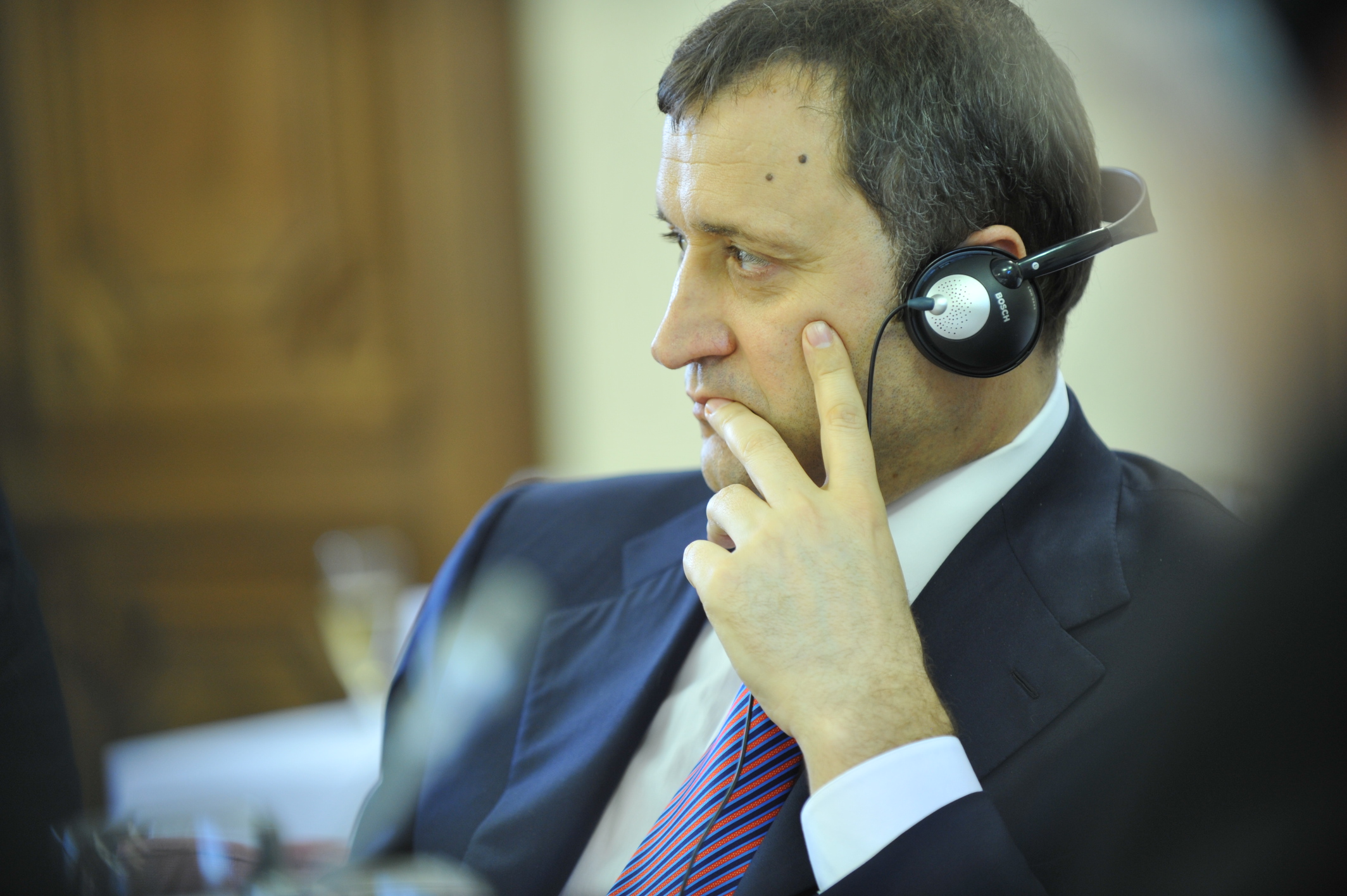
Владимир Филат на саммите Европейской народной партии, март 2011 года